# Potamochoerini
Potamochoerini — триба парнопалих тварин, яке включає гігантських лісових свиней і річкових свиней.